# Lourdes Muñoz Santamaría
Lourdes Muñoz i Santamaría (Barcelona 15 de desembre de 1969) és una política especialista en polítiques públiques i tecnologia. Ha estat diputada del Partit dels Socialistes de Catalunya per a la circumscripció de Barcelona al Congrés des de 2002 a 2011 i des de 2014 a 2015. (VI, VII, VIII, IX i X legislatures). Ha destacat el seu treball parlamentari en temes de Societat de la Informació i la participació en la Comissió Mixta dels Drets de la Dona i d'Igualtat d'Oportunitats de manera especial en la Ponència sobre prostitució. És presidenta de Dones en Xarxa.

## Biografia
Des de molt jove va compatibilitzar estudis, treball i compromís polític. Va ser membre de l'associació Dones Joves, i va dirigir el Centre d'Esplai i els Casals d'Estiu de l'Associació Joves Amics de Barcelona (JAB) al barri de Les Corts de Barcelona.
Estudià enginyeria informàtica a la Universitat Politècnica de Catalunya (UPC). Durant la seva etapa universitària participà activament al moviment estudiantil formant part del Claustre de la UPC. Mentre cursava estudis creà la seva empresa de serveis educatius i lleure infantil, Lúdic Cultura Barcelona que va dirigir des de 1993 a 1997). Va obtenir el títol d'Enginyera Informàtica de Gestió per la UPC, i posteriorment el "Màster en Societat de la Informació i el Coneixement" a la Universitat Oberta de Catalunya (UOC)(2011-2012).
Exercí d'analista de gestió com informàtica a l'empresa Cibernos, dirigint diversos projectes d'informatització i presència a Internet de serveis públics (1997-1999).
La seva formació en tecnologia i Societat de la Informació ha estat clau en la seva trajectòria professional i política. En el 2001 com a Regidora de la Dona de l'Ajuntament de Barcelona és impulsora de diverses iniciatives per fomentar l'ús de les tecnologies per part de les dones.
Ha estat pionera en la blogosfera política catalana i espanyola defensant les possibilitats de la web 2.0 per millorar la connexió entre els polítics i la ciutadania i avançar en la transparència. Inicia el seu blog al setembre de 2005 per explicar la seva experiència en quedar atrapada per l'Huracà Katrina a Nova Orleans.
El seu compromís polític i el seu compromís feminista sempre han anat de la mà. És impulsora amb la periodista Montserrat Boix i l'escriptora Gemma Lienas de Dones en Xarxa, xarxa catalana per la igualtat, fundada en 2004 i que actualment la Lourdes Muñoz presideix.

### Trajectòria política
Va començar a militar als 15 anys en les Joventuts Socialistes de Catalunya el 1984 i al Partit dels Socialistes de Catalunya en 1989.
Va començar la seva tasca política en l'àmbit municipal com a consellera del Districte dels Corts de l'Ajuntament de Barcelona en 1991. Esdevingué la Primera Secretària de l'Agrupació de Les Corts del PSC de 1993 a 2001. Va ser membre de la Comissió Executiva de la Federació de Barcelona (1996-2000). Posteriorment treballà a les polítiques sectorials del partit i va ser membre de l'Executiva Nacional del PSC amb la responsabilitat de Secretària de Polítiques de les Dones (des de l'any 2000 fins a 2008). És membre del Consell Nacional del PSC des de 1993.
Institucionalment, va començar la seva tasca política en l'àmbit municipal com consellera representant del PSC al Districte de Les Corts (Ajuntament de Barcelona) el 1991. L'any 1999 s'incorporà com Consellera Tècnica del Districte de Les Corts de l'Ajuntament de Barcelona. Serà elegida regidora de l'Ajuntament de Barcelona a les eleccions municipals de l'any 2001, exercint de responsable de la Regidoria de la Dona de l'any (2001-2003) on destaca pel seu treball en la creació de serveis municipals per lluitar contra la violència de gènere i la incorporació de les dones a l'ús de les tecnologies.
En la legislatura 2004-2008 va ser escollida diputada per Barcelona al Congrés pel PSC, càrrec que ja ocupava per substitució des de novembre de 2002. Al Congrés de Diputats exercirà de vicepresidenta primera de la Comissió d'Economia i Hisenda, vocal de la Comissió d'Indústria, Turisme i Comerç, vocal de la Comissió Mixta dels Drets de la Dona i d'Igualtat Oportunitats, i vocal de la "Subcomissió d'Adequació Horaris Laborals i Conciliació Vida Laboral", i ponent de la Ponència sobre la prostitució.
A la IX Legislatura eleccions generals espanyoles de 2008, tornarà a ser reelegida i hi restarà fins a l'any 2011. Exercirà de portaveu de Societat de la Informació del Grup Socialista, i participarà en la Comissió d'Indústria, Comerç i Turisme), serà vocal de la Comissió d'Igualtat, i de la Comissió de Ciència i Innovació.
En la seva trajectòria parlamentària ha destacat especialment el seu treball en els temes de Tecnologia i desenvolupament de la Societat de la Informació i la seva posició en defensa del Programari Lliure. Un compromís reconegut amb el Premi Focus al Coneixement Lliure(2010) com a política referent.
També ha destacat el seu treball en la Comissió d'Igualtat. Va participar en la Ponència sobre la situació de la prostitució a Espanya aprovada en 2007 després de tres anys de treball.
En les eleccions generals del 20 de novembre de 2011 no va ser reelegida. Va ocupar el lloc número 13 de la llista per Barcelona però el seu partit només es va obtenir 10 escons.
Al Congrés del PSC de Barcelona celebrat al febrer de 2012 assumeix la Secretaria d'Organització on impulsa el projecte Partit Obert i transparència. També coordina la comissió de les primàries en les quals es va triar a Jaume Collboni com a candidat a l'Alcaldia de Barcelona per les eleccions municipals de 2015.
Al juny de 2014 tornà al Congrés de Diputats ocupant l'escó que deixà vacant Albert Soler, nou Director de Relacions Institucionals Esportives del FC Barcelona i va ser portaveu adjunta de la Comissió d'Economia i Hisenda, Vocal de la Comissió d'Indústria i Vocal de la Comissió Mixta dels Drets de la Dona i Igualtat d'Oportunitats.